# Rikiya Uehara
Rikiya Uehara (上原 力也?, Uehara Rikiya; Itō, 25 agosto 1996) è un calciatore giapponese, centrocampista del Júbilo Iwata.